# هانس كولبيرغ
هانس كولبيرغ (بالدنماركية: Hans Colberg)‏ هو لاعب كرة قدم دنماركي، ولد في 14 ديسمبر 1921 في Klemensker ‏ في الدنمارك، وتوفي في 25 سبتمبر 2007. شارك مع منتخب الدنمارك تحت 21 سنة لكرة القدم ومنتخب الدنمارك لكرة القدم. أما مع النوادي، فقد لعب مع نادي لوكيزي.

## وصلات خارجية
- هانس كولبيرغ على موقع قاعدة بيانات كرة القدم.إي يو (الإنجليزية)
- هانس كولبيرغ على موقع ناشيونال فوتبول تيمز (الإنجليزية)
- هانس كولبيرغ على موقع عالم كرة القدم.نت (الإنجليزية)
- هانس كولبيرغ على موقع أوليمبيديا (الإنجليزية)